# The Veil - Verità sepolte
The Veil - Verità sepolte (The Veil) è un film del 2016 diretto da Phil Joanou e scritto da Robert Ben Garant.

## Trama
Un carismatico leader negli anni Ottanta ha condotto i suoi seguaci al più grande suicidio di massa nella storia degli Stati Uniti. Si è salvata solo una bambina, che venticinque anni dopo decide di ritornare sui luoghi della carneficina in compagnia di una regista e della sua troupe in cerca di risposte su quel fatidico giorno. Verranno così alla luce misteri soprannaturali che cambieranno le vite di tutti quanti.

## Distribuzione
Il film è uscito negli Stati Uniti il 19 gennaio 2016, direttamente sulle piattaforme Video on Demand e in home-video il 2 febbraio 2016. 
In italia è stato distribuito in DVD il 13 luglio 2016.